# Angelo D'Agostino
Pour les articles homonymes, voir D'Agostino.
Angelo W. D'Agostino, né le 26 février 1963 et mort le 26 mai 2016 à Palm Springs en Californie, est un patineur artistique américain.

## Biographie

### Carrière sportive
Angelo D'Agostino est né d'une mère allemande et d'un père italien. Il grandit à Chicago et commence à apprendre à patiner auprès de Candy Brown. Plus tard dans sa carrière, il s'entraîne avec Carlo Fassi et Christa Fassi avec le soutien de Christy Krall, Janet Champion et Phillip Mills au Broadmoor Skating Club de Colorado Springs.
Il représente son pays à plusieurs compétitions internationales comme le Skate Canada, le Trophée de France ou le Trophée NHK. Il n'a jamais participé ni aux championnats du monde ni aux Jeux olympiques d'hiver.
Il arrête les compétitions sportives après les championnats nationaux de 1989.

### Reconversion
Angelo D'Agostino se produit dans des spectacles sur glace, notamment Ice Capades et Casse-Noisette sur glace. Il travaille aussi comme entraîneur et chorégraphe à Chicago et Naperville en Illinois. Il passe également environ vingt semaines par an sur des bateaux de croisière à installer les castings, à diriger et à chorégraphier des spectacles sur glace de Willy Bietak Production.

## Palmarès
| Compétitions principales    | 1984    | 1985    | 1986    | 1987    | 1988    | 1989    |  |  |  |  |  |  |  |  |
| Jeux olympiques d'hiver     |         |         |         |         |         |         |  |  |  |  |  |  |  |  |
| Championnats du monde       |         |         |         |         |         |         |  |  |  |  |  |  |  |  |
| Championnats des États-Unis | 14e     | 9e      | 4e      | 6e      | 5e      | 6e      |  |  |  |  |  |  |  |  |
|                             |         |         |         |         |         |         |  |  |  |  |  |  |  |  |
| Autres Compétitions         | 1983/84 | 1984/85 | 1985/86 | 1986/87 | 1987/88 | 1988/89 |  |  |  |  |  |  |  |  |
| Skate Canada                |         |         |         |         |         | 3e      |  |  |  |  |  |  |  |  |
| Trophée de France           |         |         |         |         | 2e      |         |  |  |  |  |  |  |  |  |
| Trophée NHK                 |         |         |         | 1er     |         |         |  |  |  |  |  |  |  |  |
|                             |         |         |         |         |         |         |  |  |  |  |  |  |  |  |